# Herinneringsmedaille ter gelegenheid van de XVe Olympiade te Helsinki
In 1951 werden de Olympische Spelen voor de vijftiende maal gehouden. Prins Bernhard der Nederlanden was daarbij aanwezig, hij was een goed ruiter en interesseerde zich vooral voor de military en de dressuur. Zoals veel voorname gasten en organisatoren ontving hij een Herinneringsmedaille ter gelegenheid van de XVe Olympiade te Helsinki.
De medaille is verbonden aan Lijst van onderscheidingen van Bernhard van Lippe-Biesterfeld.
- Zie ook de Lijst van onderscheidingen van Bernhard van Lippe-Biesterfeld